# Jenny Lind
Johanna Maria Lind (Estocolm, 6 d'octubre de 1820 - Malvern, Worcestershire, 2 de novembre de 1887), coneguda com a Jenny Lind, va ser una soprano sueca. Va rebre el sobrenom d'"El rossinyol suec". Va atènyer celebritat per les seues interpretacions operístiques a Europa i a Amèrica, on va adquirir una extraordinària popularitat arran d'una gira iniciada l'any 1850. També va desenvolupar una important tasca filantròpica.
Lind era filla il·legítima d'una mestra d'escola anomenada Anne Marie Felborg, que es va casar amb Nikla Lind després del naixement de Jenny. La seua data de naixement segons el registre existent a Estocolm no pot considerar-se segura, perquè quan Lind va arribar a Nova York des de Liverpool, en el vaixell S. S. Atlantic, l'1 de setembre de 1850, va declarar que tenia 39 anys. Si això era cert, havia d'haver nascut al voltant de 1810 i ser filla de relacions molt anteriors de sa mare. D'altra banda, se sap que sa mare va tenir una filla al voltant de 1810. Després del seu matrimoni amb Otto Goldschmidt (1829 - 1907), el 5 de febrer de 1852, sovint va signar com Jenny Lind-Goldschmidt.

## Primers anys i carrera

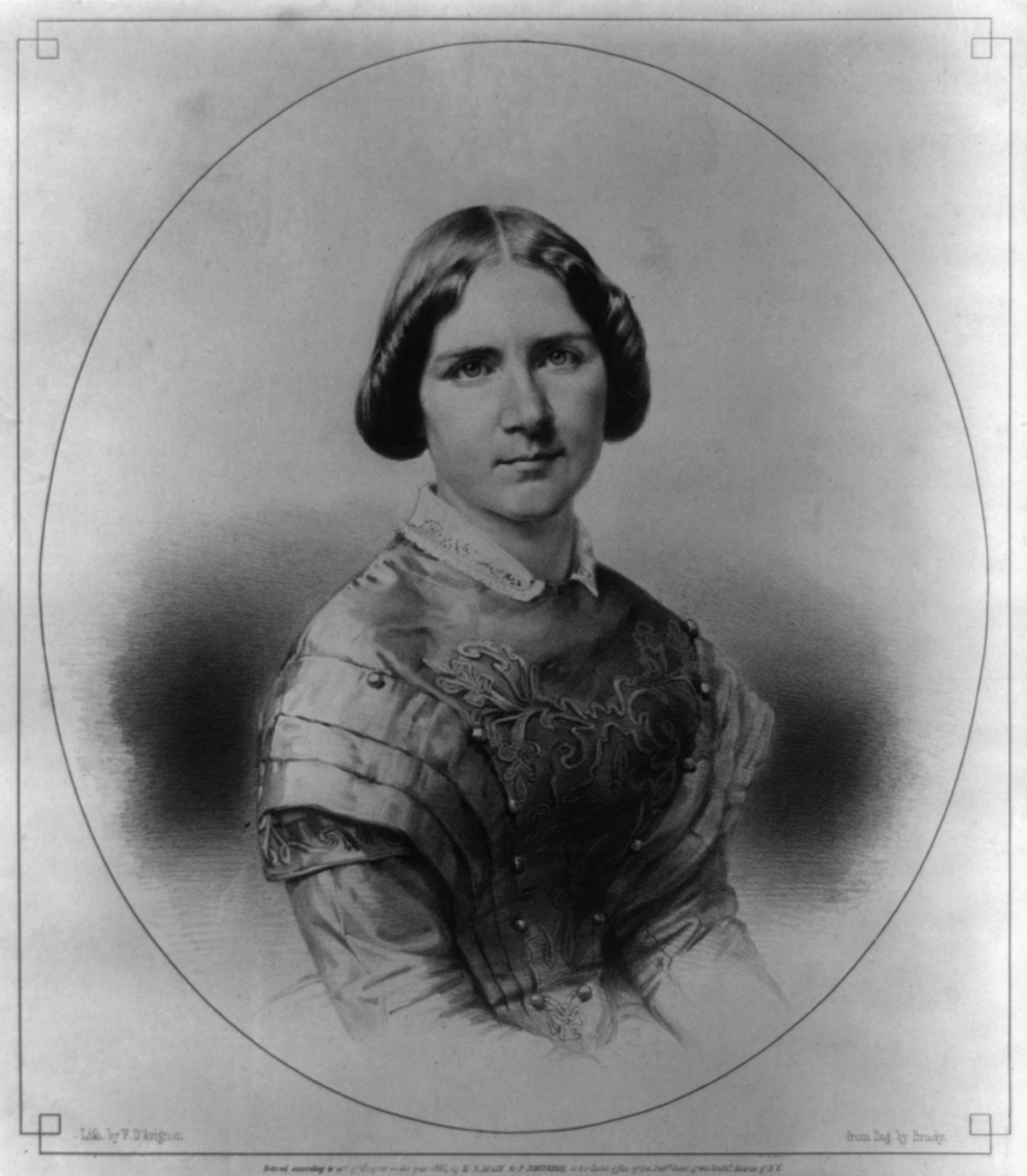
Primera litografia nord-americana coneguda de Jenny Lind, datada el 24 de setembre de 1850, basada en un daguerreotip anterior

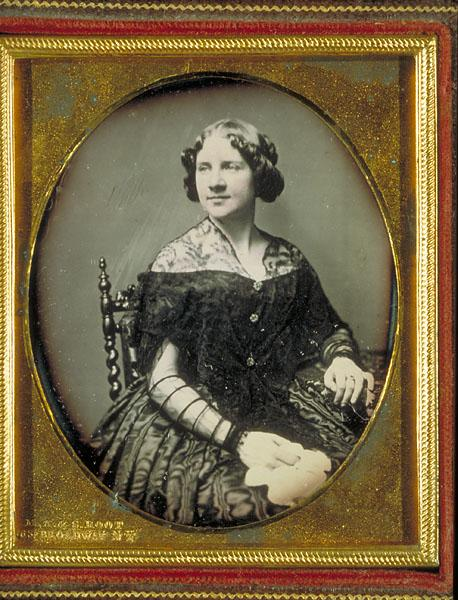
El segon daguerreotip conegut de Jenny Lind, al voltant de setembre de 1850. Pres per M. Root o S. Root al seu estudi de Nova York.

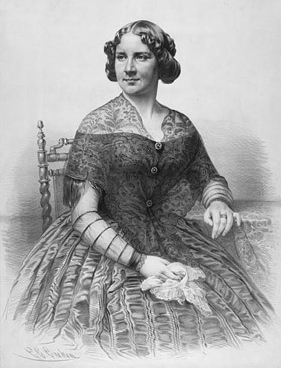
Segona litografia nord-americana coneguda de Jenny Lind, al voltant de setembre-octubre de 1850. Per Nagel & Weingaetner, basada en el daguerreotip anterior

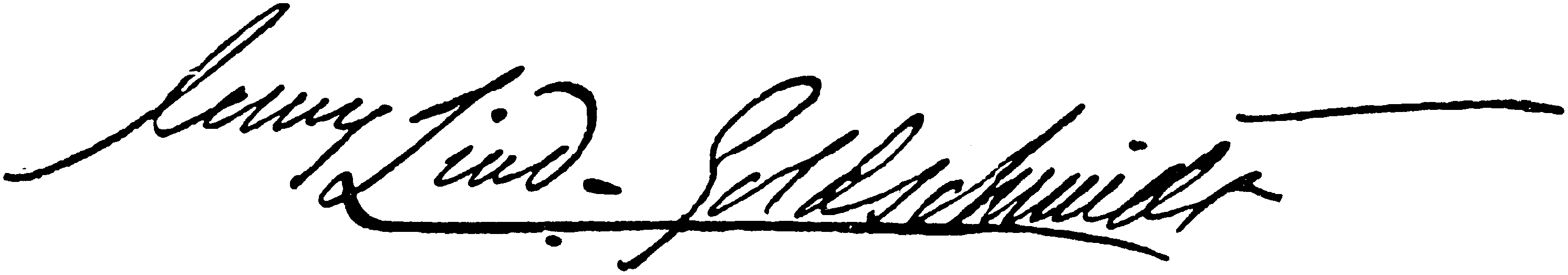
Autògraf de Jenny Lind posterior al seu casament amb Otto Goldschmidt, el 5 de febrer de 1852

Lind va destacar per la seua veu des de ben aviat. Tenia al voltant de nou anys quan la donzella de Mademoiselle Lundberg, la ballarina principal de l'Òpera Reial Sueca, la va sentir cantar. La donzella, admirada de l'extraordinària veu de Lind, va tornar l'endemà amb la seua ama, que va arranjar-ne una audició i va ajudar a fer que Lind fos acceptada per l'Escola del Teatre Reial. Lind hi va estudiar amb Herr Croelius, el mestre de cant del Teatre Reial.
Va començar a cantar sobre l'escenari a l'edat de 10 anys, i als 17 era la favorita de l'Òpera Reial Sueca. Als 20 anys ja era membre de l'Acadèmia Reial Sueca i cantant de cambra del rei de Suècia. El seu primer gran paper va ser el d'Agathe, en Der Freischütz de Carl Maria von Weber, l'any 1838 a l'Òpera Reial Sueca. Va ser rebuda per tot Europa amb un èxit aclaparador, tot i que va patir de por escènica al llarg de tota la seua carrera. Entre 1841 i 1842 va estudiar òpera italiana i francesa amb Manuel García a París, cosa que indubtablement va ampliar les seues capacitats, tot i sentir-se molt sola durant aquest temps.
L'any 1843 va fer una gira per Dinamarca. Hi va conèixer Hans Christian Andersen, que es va enamorar d'ella, però, tot i que esdevingueren bons amics, ella mai no va mostrar sentiments romàntics envers ell. Jenny Lind li va inspirar a Andersen tres dels seus contes de fades de l'escriptor: L'aneguet lleig, L'àngel i El rossinyol. Posteriorment va cantar a Alemanya actuant en companyia de Felix Mendelssohn a Leipzig. Lind es va sentir atreta pel compositor, però aquest estava casat. Posteriorment va actuar a Viena.
Va viatjar a Londres l'any 1847 on va començar a ser coneguda com "el rossinyol suec". La seua primera actuació a Anglaterra va tenir lloc el 4 de maig de 1847, com Alice en Robert le diable de Giacomo Meyerbeer, paper que li va proporcionar gran èxits a Londres, Manchester, Liverpool, Berlín i Estocolm. Durant les estades a Anglaterra, Jenny rebia lliçons de George Thomas Smart, el qual la formà especialment per cantar oratoris. En aquestes gires pel país tenia generalment d'acompanyant al piano el pianista alemany Wilhelm Ganz. Aviat va esdevenir una dona rica i popular.
Després de la mort de Mendelssohn, Lind va tornar a Suècia. Posteriorment va mantenir una relació amorosa amb un capità anglès, George Jones, però aquest breu interludi romàntic no va acabar en boda. Va abandonar Anglaterra i va tornar a una Alemanya encara dolguda per la mort de Mendelssohn. A l'hivern de 1849-1850 Lind va esdevenir membre de la fraternitat estudiantil Burschenschaft Hannovera de Göttingen. N'era l'única dona membre. Ela altres membres li van posar el sobrenom de Petita dama Jenny.

## La gira nord-americana de Lind

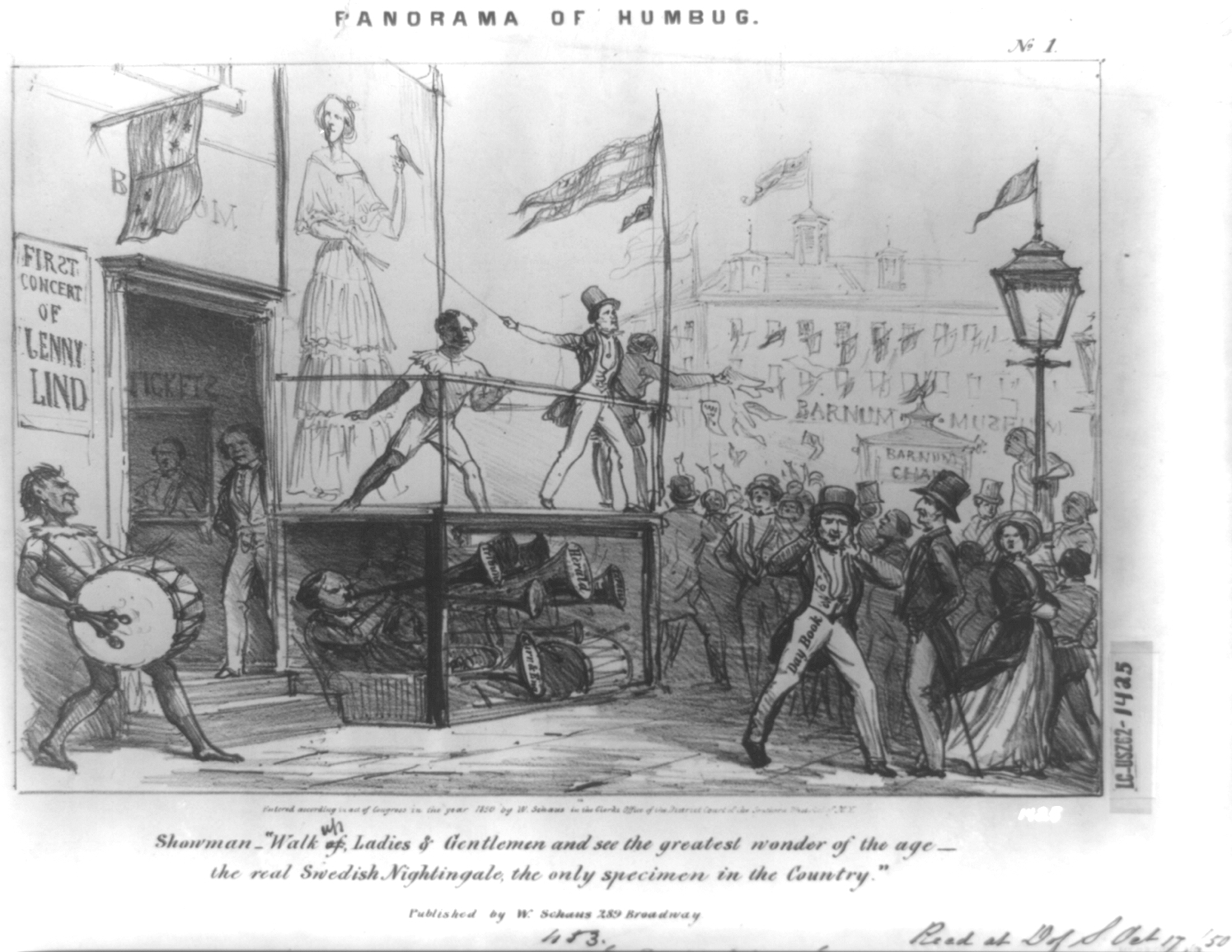
Paròdia de la gira nord-americana de Jenny Lind, promoguda per l'empresari P. T. Barnum l'any 1850

Cap al 1849, P. T. Barnum s'havia assabentat de l'èxit de Lind, i de les grans audiències que era capaç d'atraure. Abans d'això, entre 1845 i 1846, Barnum havia visitat Europa amb la seua principal atracció, General Tom Thumb. Tot i que mai no havia sentit cantar Lind, Barnum sabia que les sales de concert s'omplien completament de públic quan ella cantava, i que era coneguda no sols per la seua veu, sinó també per la seua virtut i caritat. L'octubre de 1849, Barnum va encarregar a un corresponsal anglès, John Wilton, que localitzara Jenny Lind, que en aquell temps estava fent una gira amb el tenor Roger, i li fes una oferta. Lind volia fundar noves escoles a Suècia, i l'oferta de Barnum podria proporcionar-li els diners que hi necessitava. Després de comprovar la garantia financera de Barnum per un banc de Londres, el 9 de gener de 1850 Lind va acceptar l'oferta de Barnum: 1.000 $ per nit (més despeses), per a més de 150 concerts als Estats Units. Lind va imposar els serveis de Julius Benedict, un director d'orquestra i pianista alemany, amb qui havia treballat a Anglaterra; i el baríton italià Giovanni Belletti com a company en els recitals, tot i que eren desconeguts pel públic nord-americà. El salari de Benedict va ser de 25.000 $ i el de Belletti de 12.500 $. En conjunt, Barnum s'havia compromès amb la xifra de 187.500 $ (més despeses) per portar Lind i la seua troupe musical als Estats Units.

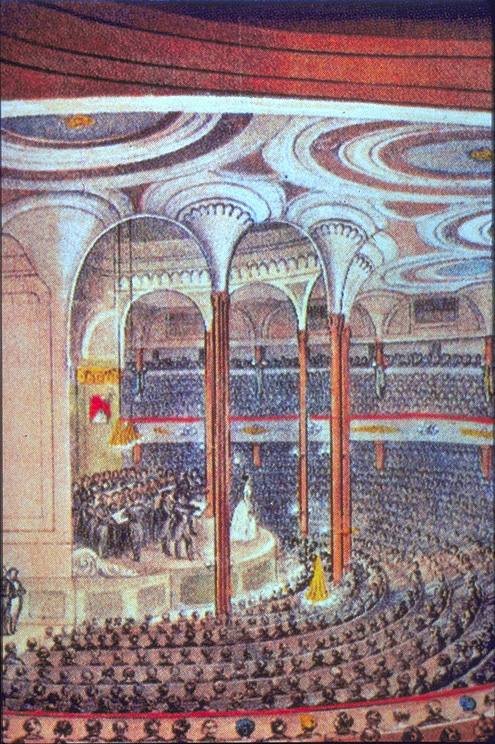
The Grand Opening, secció central d'una litografia de Nathaniel Currier (posteriorment Currier and Ives) celebrant la primera aparició nord-americana de Lind al Castle Garden de Nova York, l'11 de setembre de 1850. El seu darrer concert als Estats Units també va ser al Castle Garden, el 24 de maig de 1852. Va tornar a Europa el 29 de maig de 1852

El contracte de Lind estipulava que la quantitat total havia de ser dipositada de bestreta en el banc londinenc Baring Brothers. Això no era habitual per a Barnum, que generalment pagava als artistes després de l'actuació. Per aconseguir els diners, Barnum va intentar aconseguir préstecs de bancs de Nova York, que van refusar concedir-los a canvi d'un pertentatge en els guanys de la gira de Lind, de manera que Barnum va hipotecar totes les propietats comercials i residencials de les quals disposava. Poc després, finalment va persuadir un ministre de Filadèlfia, que creia que Lind seria una bona influència per a la moral nord-americana, que li prestara 5.000 $. Així va poder trametre a Londres els 187.500 $.
Pocs estatunidencs havien sentit parlar de Lind, i la primera nota de premsa de Barnum va establir el to de la promoció. "Una visita d'una dona com aquesta, que considera el seu talent artístic com un do del cel i que ajuda els afligits i desafortunats serà una benedicció per a Amèrica." El seu pamflet biogràfic i fotogràfic proclamava: "És el valor intrínsec del seu cor i la sensibilitat del seu pensament el que produeix la potència vocal de Jenny." Barnum va promocionar intensament el fet que sovint Lind havia donat concerts benèfics a favor d'hospitals i orfenats. Així, abans que Lind haguera abandonat Anglaterra, Barnum ja havia aconseguit que el seu nom fos popular als Estats Units. L'agost de 1850, abans que Lind abandonara Anglaterra, Barnum va organitzar per a ella dos concerts de comiat a Liverpool. Un crític comissionat per Barnum per a cobrir l'esdeveniment va descriure l'entusiasme del públic i el seu pesar per la imminent partida de la cantant. Aquesta crítica va circular profusament en els periòdics de tot Europa i Amèrica una setmana abans de l'arribada de Lind a Nova York, l'1 de setembre de 1850. Al voltant de 40.000 persones van acudir a donar-li la benvinguda, intentant donar una ullada a l'estrella.
Barnum i Lind van renegociar el contracte el 3 de setembre de 1850assignant a Lind els originals 1.000 dòlars per nit més el benefici sobrant de cada concert, després que Barnum cobrara 5.500 $. Lind va estar representada pel seu advocat, John Jay. Finalment, Lind va donar 93 concerts als Estats Units per a Barnum, guanyant al voltant de 250.000 $. Barnum va guanyar uns 500.000 $. Lind va donar la major part dels guanys per a obres de caritat als Estats Units, incloent-hi 1.000 $ per a la construcció d'una església a Chicago.
Els dos primers concerts van ser dues actuacions benèfiques a Nova York, l'11 i 13 de setembre de 1850 al Castle Garden Theater, avui dia conegut com a Castle Clinton, amb milers d'assistents i la recaptació de la sorprenent xifra de 10.141$ en el primer concert i 14.200$ en el segon. El primer concert "regular" va tenir lloc el 17 de setembre de 1850.
El setembre del 1850 Lind va donar 5.000 $ al seu amic suec Poly Von Schneidau, perquè comprara una nova càmera per al seu estudi fotogràfic de Chicago -càmera que després seria utilitzada per a obtenir una de les primeres fotos d'Abraham Lincoln. Com s'ha indicat abans, el 14 de setembre de 1850, Von Schneidau va traure el primer daguerreotip americà de Lind al New York Brady Studio. Aquesta foto de Lind es conserva a la col·lecció de la Biblioteca del Congrés (firma DAG 509X).
A Washington, durant la gira de 1850, Lind va ser la primera artista a actuar en el recentment renovat Teatre Nacional. El New National Hall havia estat ampliat a una capacitat de 3.400 localitats. El cos de policia al complet va haver de ser cridat per posar ordre entre la gentada que s'acumulava per obtenir entrades. Les sessions del Congrés van ser suspeses i els jutges de la Cort Suprema van assistir al concert.

## Darrers anys
Durant la seua estada als Estats Units, el 5 de febrer de 1852, Lind es va casar amb el pianista Otto Goldschmidt, al número 20 de Louisburg Square, Beacon Hill, Boston. El matrimoni va tornar a Europa al maig de 1852 en el mateix vaixell que havia portat la cantant a Amèrica, el S. S. Atlantic. Van tenir tres fills: Walter Otto Goldschmidt, nascut al setembre de 1853 a Alemanya, Jenny Maria Katherine Goldschmidt, nascuda al març de 1857 a Anglaterra, i Ernest Svend David Goldschmidt, nascut el gener de 1861 a Anglaterra.
Tot i que Lind va abandonar la seua carrera artística en tornar a Europa, va continuar interpretant de tant en tant obres religioses, amb particular interès en Bach. Inicialment va instal·lar-se a Dresden, i després a Anglaterra per a la resta de la seua vida, on va esdevenir una filantropa i, durant uns anys, professora de cant del Royal College of Music. La seua última actuació va tenir lloc a Düsseldorf, el 20 de gener de 1870: hi cantà l'oratori Ruth, compost pel seu marit.
Jenny Lind va morir el 2 de novembre de 1887 a Malvern, Worcestershire, a conseqüència d'un càncer. Els seus darrers anys, els va viure a Wynd's Point, darrere de la Little Malvern Priory. Està soterrada al cementeri de Great Malvern. Va llegar una part considerable de la seua fortuna perquè els estudiants protestants pobres de Suècia pogueren rebre una bona educació.

## Llegat
La fama de Lind li ha valgut moltes commemoracions. El bitllet suec de 50 corones està dedicat a la música, i en una cara porta un gran retrat de Lind.
A Gran Bretanya, quan l'hospital Pottergate va ser tancat l'any 1898, es va obrir el nou hospital "Jenny Lind" per a infants malalts a Unthank Road, que va obrir les portes l'any 1900. Aquest hospital va tancar l'any 1975; transferí els serveis infantils als hospitals de Norfolk i Norwich, St Stephen's Road, on l'any 1985 es va batejar una de les seues ales amb el nom de Departament de Pediatria "Jenny Lind". Quan es va obrir el nou Hospital Universitari de Norfolk i Norwich l'any 2001, el departament "Lind" es va traslladar a aquest, on roman avui dia.
Sota el nom "Jenny Lind-Goldschmidt", disposa d'un monument commemoratiu al Poet's Corner de l'abadia de Westminster. També hi ha una placa commemorativa de Lind a The Boltons, Kensington i Chelsea, Londres.
L'arxiu de Jenny Lind es conserva al North Park College de Chicago.
Diversos objectes i llocs han rebut el nom de Lind, incloent-hi la locomotora Jenny Lind, l'illa Jenny Lind al Canadà i el llogaret miner de Jenny Lind, Califòrnia (malgrat el fet que la cantant només va actuar a la costa est dels Estats Units).
Molts artistes han dedicat obres a Lind: Anton Wallerstein va compondre Jenny Lind's Lieblings-Polka l'any 1845. En la pel·lícula de Hollywood A Lady's Morals (193), Grace Moore interpreta Lind i Wallace Beery hi apareix com P. T. Barnum. L'any 1941 Ilse Werner va fer el paper de Lind en la pel·lícula alemanya Schwedische Nachtigall, amb Joachim Gottschalk com a Hans Christian Andersen. El gener de 2005, Elvis Costello va anunciar que havia escrit una òpera sobre ella, titulada The Secret Arias. Inclou cançons amb text de Hans Christian Andersen, que es va enamorar de la cantant. També apareix al musical Barnum.